# Iwan Simatupang

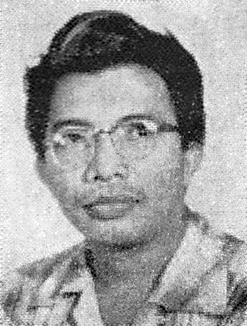

Iwan Simatupang, indonesisk författare, född 18 januari 1928 i Sibolga i Sumatra, död 4 augusti 1970 i Jakarta i Indonesien. 
Simatupang växte upp i byn Sibolga på norra Sumatra, började studera medicin men avbröt studierna och engagerade sig som soldat i den nationella revolutionen mot holländarna och britterna 1945–1949. I slutet av kriget tillfångatogs han av holländarna. Efter kriget återupptog han sina studier i medicin i Surabaja, men avbröt dem på nytt och reste sedan till Holland, där han studerade antropologi och dramatik. Därefter reste han till Frankrike för studier i filosofi. I slutet av 50-talet återvände han med sin holländska hustru till Indonesien. Kort därefter dog hustrun - en händelse som utgör bakgrund för hans mest kända verk.
Under 1950-talet hade Simatupang skrivit poesi. År 1969 kom den roman som blev hans genombrott, Ziarah (Pilgrimen), ett av den samtida franska litteraturen påverkat arbete. Pilgrimen har blivit en asiatisk klassiker. Kritiker har betecknat den som den första moderna indonesiska romanen. 1975 gavs den ut på engelska i Hongkong. 1977 belönades den med det nyinstiftade ASEAN Literary Award for the Novel. OrdStröms utgåva 1984 var den första västliga. Sedan 2011 finns romanen ute i England, USA och Kanada. 
Simatupang försörjde sig som lärare och journalist. Han publicerade ytterligare ett par romaner, därtill pjäser, noveller, dikter och dagspresskrönikor.